# Барятинский, Фёдор Никитич
Фёдор Никитич Барятинский (? — † 1670) — князь, голова и воевода во времена правления Михаила Фёдоровича и Алексея Михайловича.
Сын князя Никиты Петровича Барятинского.

## Биография
Недоросль (1629). Стольник (1636—1668). На службе в Туле в полку князя Ивана Борисовича Черкасского (1638). Дневал и ночевал при гробе царевича Ивана Михайловича (20 января и 11 февраля 1639), у гроба царевича Василия Михайловича (07 апреля и 13 мая). На службе в Туле в полку (1641—1646), в Мценске (1646). Воевода на Усерде (1647—1648). При встрече литовского посла был головою у стольников (25 августа 1649). Послан в Бежецкую пятину для высылки Новгородских дворян и детей боярских на службу (март 1650). При встрече литовских послов был головою у стольников (09 апреля 1651). На случай прихода войск крымского хана, указано быть воеводою в Мценске (09 мая 1651). При посылке боярина Василия Васильевича Бутурлина в Малороссию, для принятия запорожцев в русское подданство, находился в свите боярина в числе стольников (октябрь 1653). При походе государя на польского короля, был в Государевом полку, головою у городовых дворян (май 1654) . Послан из Вязьмы в Красное в полк князя Фёдора Никитича Одоевского (08 июня 1654). Послан из Вильны с князем Алексеем Ивановичем Буйносовым против поляков (август 1655). На посольском съезде находился вместе с государевыми послами (1657). На посольском съезде в Вильно был головою с сотней московских дворян и по окончании переговоров должен был идти на помощь к войскам князя Юрия Алексеевича Долгорукова, но отказался под тем предлогом, что ему «невместно» быть только головою. Этим поступком он много навредил успехам русских войск (1658). Находился в Смоленске в товарищах у боярина, князя Бориса Александровича Репнина (1659). Находился в переговорах с шведскими послами (февраль 1662). Воевода в Брянске (1662—1664).
За ним числились поместья и вотчины: Рождественское, Согожа, Драчёво, Третьяковское, Болобаново и Нефёдово Ярославского уезда, Малечкино Суздальского уезда, Панинское, Слободка, Кожино, Мишенево и Яблоновка Рязанского уезда, слобода Груздова, Юрлово, Жихарево, Верзякино, Наплавная, Карпово, Угримово, Галанино, Боярино, Черепово и др. Луховского уезда. Умер († 1670).

## Семья
Женат дважды:
1. княжна Ирина Михайловна урождённая княжна Козловская, дочь князя Михаила Григорьевича Козловского. Умерла († 1648), похоронена в Спасо-Ярославском монастыре.
2. княжна Мария Борисовна Пушкина, дочь Бориса Григорьевича Пушкина-Безногого.

По родословной росписи князей Барятинских дети не указаны.